# دهستان خواجه‌ای
دهستان خواجه‌ای نام دهستانی در بخش میمند شهرستان فیروزآباد، استان فارس در ایران است. براساس سرشماری مرکز آمار ایران در سال ۱۳۹۵، جمعیت آن ۶۱۰۹ نفر (۱۹۵۱ خانوار) بوده‌است. و مرکز آن جوکان است